# Michel Couchat
Michel Couchat, né le 4 novembre 1935 à Courbevoie et mort le 18 août 1998 à Paris 15e, est un peintre français.

## Biographie
Michel Couchat naît le 4 novembre 1935, à Courbevoie. Ses parents sont horlogers bijoutiers au Vésinet, à l’ouest de Paris. Il est l’aîné d’une fratrie de trois enfants. Après de brèves études au lycée de Saint-Germain-en-Laye, il entre comme soliste soprano dans la manécanterie des Petits Chanteurs à la Croix de Bois de l’abbé Maillet. Il découvre le monde  : l’Amérique latine, les États-Unis et le Canada.
En 1951, il enregistre le rôle d’Ingold dans Pelléas et Mélisande, sous la direction d’Ingelbrecht. La même année, Léo Ferré lui confie un rôle dans un de ses oratorios.
Vers l'âge de quinze ans, il suit l’enseignement du sculpteur Joseph Rivière, entre à l’académie Julian puis aux Beaux-Arts de Paris en 1953. Mais très vite, il préfère peindre sur le motif : les berges de la Seine, les écluses de Bougival ou le parc de Marly. À Auvers-sur-Oise, il rencontre le fils du docteur Gachet ; ils iront ensemble fleurir la tombe de Van Gogh. Aux Beaux-Arts, son condisciple M'hamed Issiakhem lui présente l’écrivain algérien Kateb Yacine avec qui il nouera une relation durable. À 18 ans, il vend sa première toile, Le Parc de Marly, à Margherita Sarfatti, de la galerie Valori-Plastici.

### Les débuts en peinture, premières expositions
En 1954, le peintre écrivain Giulio Cesare Silvagni présente la première exposition personnelle de Michel Couchat au public parisien à sa «  Galerie de l’Odéon ». Les critiques sont encourageantes : « Michel Couchat n’a que 20 ans, pâte onctueuse, couleurs fraîches, tendres, poésie ingénue, amour d’adolescent au printemps : enfin un jeune ! ». Il y exposera plusieurs fois de 1956 à 1958.
Le peintre Roger Chastel le conseille et l’invite à participer à l’exposition collective Confrontations à l’Académie des Beaux-Arts de Saint-Germain-en-Laye. S’ensuit une exposition à la galerie « Le Hérisson » en 1955. Un an plus tard, Henri Héraut l’inscrit à l’exposition Jeunes peintres de qualité.
Amateur de jazz, il devient membre d'un Hot club. Il présente la toile Orchestre de jazz au 8e salon de la Jeune peinture, au musée d’art moderne de Paris.

### Fayence, les rencontres
Au cours de l'été 57, il part à la recherche d'une maison dans le sud de la France et, en 1958, s'installe à Fayence dans le pays Varois. Là, dans une maison achetée par son père, il entraîne sa sœur Anne-Marie, son frère Jean, son beau-frère Jean-Jacques Condom, peintre aussi, et le potier Raymond Thomas. Ensemble ils créent un atelier de poterie,  La Poterie de l’Évêché  où passeront de nombreux artistes.
Dans la région, il rencontre de nombreux artistes dont Albert Diato qui lui présentera le photographe André Villers, avec qui ils noueront une amitié durable. En 1958 à Vence, il rencontre le galeriste Alphonse Chave qui expose ses  Petits gras, paysages semi-abstraits aux tons ocre et terre, des huiles peintes sur « papier boucherie ». Entre mer et montagne, il peint. La vie de village lui inspire les thèmes de la fanfare, des bals champêtres et des joueurs de boules. C'est une année de fête propice aux rencontres : Jean-Pierre Azéma, historien, et ses frères, Jean-Loup et Jacques, Pierre Vidal-Naquet, historien, Jean-Claude Penchenat, cofondateur du théâtre du Soleil, le comédien Philippe Léotard, Iris Barry, premier conservateur du département de cinéma du M.O.M.A. de New York ainsi que le jazzman Claude Luter.
De retour à Paris en 1959, il s’interroge sur la direction que doit prendre sa peinture  : abstraction ou figuration  ?

### Les années 1960
À paris en 1960, il s'installe à la Villa des Arts dans l'atelier des Philippart-Quinet, grands parents de sa future femme, Agnès Kempf. Eugène Carrière avait peint dans cet atelier.
Cette même année, il reçoit le prix de Biarritz décerné par Michel Ragon, Bernard Dorival, Roger Chastel et Georges Pillement.

### L'influence d'Hélion
Une toile de Jean Hélion Le Grand Brabant, exposée à la galerie Zervos, va fortement influencer sa peinture. Hélion lui présente le sculpteur William Chattaway, le peintre Isaac Celnikier et l’écrivain critique d’art, collectionneur et mécène, Pierre-Georges Bruguière, qui suivra avec intérêt le travail de Couchat.
En 1962, naissent ses filles Fanny et Domitille.
La palette du peintre change. Ses toiles dynamiques aux couleurs vives encore abstraites laissent entrevoir une approche plus figurative : Les flamboyants.
Jean-Jacques Lévêque, auteur et historien d'art, l’accueille à l’exposition L’Art actuel une première fois en 1962 puis de 1972 à 1974.
En 1963 il reçoit le prix Fénéon décerné par Louis Aragon, Jean Paulhan, Michel Butor, Jean Fautrier, Roger Chastel et André Berne-Joffroy.
À la galerie de Denise Riquelme, il rencontre Yorick Blumenfeld (en), fils du photographe Erwin Blumenfeld, et sa femme Hélène, sculptrice. Il se rendra plusieurs fois chez eux à Cambridge notamment en 1989 en qualité d'invité d'honneur pour le bicentenaire de la Révolution française.
Il participe à une exposition chez Alphonse Chave, placée sous le sigle SIC (Sénile, Inculte, Crétin). En 1964, Chave présente sa propre collection sous l'intitulé Collection privée d'un marchand de tableaux à la galerie Henriette-Le Gendre à Paris. Ce sera leur dernière collaboration.

### Les paysages urbains
Michel Couchat peint Les Troncs d’olivier et déjà de nouveaux thèmes surgissent, ses paysages se font plus urbains et rendent compte de préoccupations plus sociales  : sites industriels, bidonvilles, buildings… Jean Rolin, conservateur du Musée d'art et d'histoire de Saint-Denis, acquiert la grande toile Fabrique à Saint-Denis. La ville de Courbevoie achète la toile La Tour Nobel en construction, le conservateur du musée Albertina de Vienne remarque son œuvre au salon de Saint-Denis et acquiert une lithographie sur le thème Ferrailles et Fumées .
Il quitte la Villa des Art en 1967 pour un atelier plus spacieux dans la même rue. À l’occasion des événements de Mai 68, Ferrailles et Fumées  sera réimprimée avec le titre Requiem pour le Général Moteur et figurera ensuite dans le livre de Louis F. Peters, Kunst und Revolt. Les affiches de Mai seront présentées à la galerie du Dragon à Paris. Parallèlement le musée Albertina de Vienne l’invite à présenter ses œuvres. Il y rencontre le peintre Georg Eisler (en).
Il poursuit le thème des paysages urbains, banlieue, carcasses de voitures et objets de rebuts et parallèlement peint les Nus roses et bleus aux parapluies en clin d’œil à Jean Hélion.

### À contre-courant des tendances de son temps
En 1969, Patrick Waldberg, rencontré à Seillans, l’invite à participer à l'exposition Dessins 1900 - 1969 à la galerie Messine à Paris. Il y fait connaissance des peintres André Queffurus et Max Papart.
Patrick Waldberg salue l'initiative de Michel Allongue et Loïc Chauvin qui organisent l'exposition L’art Contemporain dans les Collections du Haut Var à la galerie La Pégère à Fayence. Il préfacera également l’exposition Dessins récents sur le thème  des ferrailles à la galerie « l’Échelle 30 » à Paris. À la galerie, Couchat se lie d’amitié avec Raymond Mason, Gaston-Louis Roux et Miklos Bokor. L’année 1969 se termine par une exposition à la galerie Jacques-Casanova à Paris.

### Les lavis à l'encre
L'actrice Bernadette Lafont propose à Couchat une figuration dans l’un des trois films du réalisateur d’origine libanaise Jacques Bral, Une baleine qui avait mal aux dents.
En 1971 la ville de Fayence lui commande une fresque pour le collège ; il réalise une scène de fête de village.
La galerie  « La Pégère » présente la même année à la Chapelle de Seillans ses paysages panoramiques, grands lavis à l’encre de chine évoquant la semi-abstraction des calligraphes paysagistes d’Extrême-Orient. Max Ernst et sa femme Dorothea Tanning, Seillanais d’adoption, présents au vernissage, saluent le talent de Couchat. L’année suivante, ce travail est montré à la maison des jeunes et de la culture de Sceaux. Le poète surréaliste Jacques Baron préface le catalogue. Ces lavis sont ensuite présentés à la galerie Remarque chez Hélène Bondil, c'est leur première collaboration. Sur le carton d’invitation, Couchat cite un passage du texte d’Alexander Cozens paru en 1785 sur sa nouvelle méthode pour assister l’invention dans la composition du paysage  :
« ... Une tache véritable est un assemblage de formes ou de masses obscures tracées sur un morceau de papier avec de l’encre, et aussi bien de formes ou de masses lumineuses constituées par la blancheur du papier non couvert. Toutes ces formes sont rudimentaires et privées de signification. Mais dans le même temps, ces masses s’organisent en une disposition globale et une forme compréhensive… ».
Des lavis de Michel Couchat illustrent le recueil de poésies de Kenneth White Travels in the Drifting Dawn.
Il expose en 1973 au CREP (Centre régional d’éducation populaire) à Paris puis à la maison des jeunes et de la culture à Le Blanc-Mesnil. Fabrice Hélion lui écrit le texte Symphonie pour bidonvilles et boîtes de conserves. Cette année 1973, contraint par son propriétaire de quitter son atelier, il retourne à Fayence à La Poterie avec sa famille.

### Les dessins
Il revient à Paris en 1975 et s'installe dans un petit studio où il ne peut plus peindre. La  période est difficile, il se consacre au dessin par l’exercice quotidien de l’autoportrait. Enfin, il retrouve un atelier à Pantin.
Ses dessins sont montrés pour la première fois en 1975 à « La Bouquinerie », galerie d’Alain Schrotter à Avallon. Pierre-Georges Bruguière signe la présentation de l’exposition.
En 1976, Couchat expose pour la deuxième fois à la galerie « Remarque » à Trans-en-Provence, puis présente ses autoportraits à la galerie Charley-Chevalier à Paris. L'exposition est saluée par la critique, notamment par Jean-Marie Dunoyer dans Le Monde et Marie-Claude Volfin dans Les Nouvelles littéraires. La préface du catalogue de l’exposition réunit les signatures de Patrick Waldberg, Jacques Baron, Emmanuel Saulnier, Jean Marcenac, André Berne-Joffroy et Pierre-Georges Bruguière. Il sympathise avec Henri Cartier-Bresson que ses dessins ne laissent pas indifférent.
Durant l'année 1976, les quatre peintres Jacques Bollo, Thérése Boucraut[Qui ?], Maurice Bréschand[Qui ?] et Michel Couchat confrontent leurs points de vue sur le dessin. Une exposition collective de leurs dessins est présentée à Paris puis à Avallon, et aboutit à une publication.
Il renoue avec la peinture au cours de l’été 1978 lors d'un séjour dans le Cotentin où il participe aux moissons.

### Le retour à la peinture
En 1981, au cours d'un séjour chez Yorick et Helaine Blumenfeld (en) à Cambridge, il fait la connaissance de Sophia Reitman qui devient son élève pendant un an.
En 1983, Martine Heuze, sa nouvelle compagne, lui donne une troisième fille, Aliénor. Il découvre la Belgique, pays natal de Martine. Invité de nouveau à Cambridge, il peint les cèdres de Grandchester et des champs de coquelicots.
En 1985, pour célébrer son retour à la peinture, son ami, le poète Kenneth White, écrit Retrouvailles et Pierre-Georges Bruguière avec Les Amis de La Rue de Bourgogne l’invitent à exposer.
Pierre-André Boutang et le peintre André Queffurus le présentent à la galerie Diane Manière, où il expose plusieurs fois. Gérard Xuriguera le convie à Confrontations. Pierre Vidal-Naquet signe le texte de présentation de l'exposition à la maison de la musique de Fayence.
Au nom des Artistes pour la paix, il participe à L’appel des 100 à Pantin. Sur le thème de la figuration, Gérard Xuriguera organise une exposition à la maison des jeunes et de la culture des Hauts de Belleville. Michel Couchat participe au débat avec Lucien Curzi.
Dans Le Quotidien de Paris, Jean-Jacques Lévêque soutient l’exposition à la galerie Diane Manière des dessins de Wolf[Lequel ?], Bribois[Lequel ?] et Michel Couchat. Il retrouve les photographes André Villers et François Goalec à la 3e rencontre des artistes contemporains au palais de la Croisette à Cannes, aux côtés de César, Pignon[Lequel ?], Arman et d’autres.
Le décès de Jean Hélion en 1987 l’affecte profondément ; il perd son père spirituel.
Le fleuriste de Vallauris Jean-Louis Iperti, ami des artistes, remarque chez André Villers une toile de Michel Couchat. Intéressé, il lui propose une exposition dans sa fondation Sicard-Iperti. La rencontre entre Jean Marais et Michel Couchat à cette occasion est pérennisée par le photographe fayençois Jean-Jacques Molinengo. André Villers, Pierre Vidal-Naquet et Jean Clair préfacent le catalogue  :
« ... Il y a dix ans, quand j’ai connu Couchat, il peignait encore les usines, le canal, les cheminées, tout un décor plus noir que ceux de Trauner. C’était sans issue, sans espoir. La misère bégaie, elle n’a rien à dire, elle répète toujours la même plainte. Quand je l’ai revu, comme dans son jardin, il avait recréé la nature dans ses tableaux… ». (Jean Clair)
En 1988 il peint Les Tumulus en mémoire de ses amis disparus. Son ami Jacques Bibonne le présente à la galerie de Jean Peyrole « L’œil de Sévigné » à Paris, qui l'accepte parmi ses peintres. Lucien Curzi invite Couchat à participer à l’exposition Peintures abstraites et figuratives à Château-Plaisir.
En 1989 il peint les Vanités, thème à la symbolique forte qu’il reprend en 1991 à la mémoire des victimes de la Guerre du Golfe. Le sculpteur Raymond Mason les qualifie de chefs-d’œuvre[réf. nécessaire].

### Les dernières années
Il est invité par ses amis algériens à l’hommage rendu à Kateb Yacine au Lucernaire à Paris.
Au musée Carnavalet, Pierre-Georges Bruguière et Germain Viatte préfacent l’exposition La Rue de Bourgogne présente dix peintres et un sculpteur. En 1993, il prend comme sujet les gens de la rue.
Invité par Xavier Delannoy, il participe à La Garde-Freinet à l’exposition La Forêt et son environnement, thème qui lui est cher. En 1994, il retrouve ses amis de La Rue de Bourgogne, Hélion, Gaston-Louis Roux, Marks[Lequel ?], Rhul[Qui ?], Michel Robin[Lequel ?], Marie-Héléne Castier[Lequel ?], Remzi et Chattaway[Qui ?] à la galerie Domhof en Allemagne.
Il montre de grandes toiles à la galerie des Artistes à Montparnasse. L’exposition Passions privées au musée d’Art moderne de Paris présente une de ses œuvres incluse dans la collection Pierre-Georges Bruguière.
En 1996, il reprend le thème des «  fanfares » déjà abordé dans les années 1960 et 1970. Ce travail l’amène en 1997 à peindre une suite de grandes toiles très colorées, les Charivari.
En 1998, malade, il meurt le 18 août. Il est enterré à Couterne, au côté de son ami et maître Jean Hélion.

## Prix
- 1956 : 2e prix Léonie Moreau
- 1961 : 1er prix de Biarritz
- 1963 : Prix Fénéon

## Collections

### Collections publiques
- Musée Roybet-Fould, Courbevoie, 1959
- Direction des Arts et Lettres, 1962
- Direction des Beaux-Arts de Paris, 1963
- Musée Albertina de Vienne, 1968
- Musée d'Art et d'Histoire de Saint-Denis, 1969
- Ville de Fayence, 1974
- Musée d'Avallon, 1977
- Ville de Drancy, 1980
- F.N.A.C., 1983
- Ville de Duny, 1988
- Ville de Pantin, 1995
- C.N.A.C.

## Expositions
1954
- Galerie de l’Odéon, Paris

1955
- Galerie Le Hérisson, Saint-Germain-en-Laye.
- Galerie de l’Odéon.
- Académie des Beaux-Arts de Saint-Germain-en-Laye, Confrontations

1956
- Galerie de l’Odéon, Paris, Peintures Nouvelles
- Galerie Lettres et Arts, Paris, Jeunes Peintres de Qualité

1957
- Galerie de l’Odéon, Paris, Autour du Chien
- Musée d’Art Moderne de la ville de Paris, 8e salon de la jeune peinture

1958
- Galerie de l’Odéon, Paris,  Le Groupe de Fayence

1959
- Galerie Mage, Alphonse Chave, Vence

1960
- Galerie Madame J. Cusin, Mougins
- Galerie Denise Riquelme, Paris

1962
- L’Art Actuel, Toulouse

1963
- Galerie Denise Riquelme, Paris
- Galerie Alphonse Chave, Vence,  SIC

1964
- Galerie Henriette Legendre, Paris,  Collection Privée d’un Marchand de Tableaux, Collection Alphonse Chave

1967
- Galeria d’Arte, Renato Bussi, Rome
- 21e Salon de l’Union des Arts Plastiques, Saint-Denis
- Galerie La Pégère, Fayence,  Peintures, Dessins, Lavis, Paysages de Provence, été 67

1968
- Galerie du Dragon, Paris,  Les Affiches de Mai
- Galerie de l’Imprimerie Nationale d’Autriche, Vienne, Banlieue de Paris et Impressions Provençales, Schauraum der Osterreichischen.
- 22e Salon de l’Union des Arts Plastiques, Saint-Denis,  Dominante Rouge

1969
- Galerie Messine, Paris, Dessins 1900-1969
- Galerie La Pégère, Fayence, L’Art Contemporain dans les Collections du Haut Var
- Galerie Jacques Casanova, Paris, Lia Grambihler
- Galerie l’Échelle 30, Paris,  Dessins Récents

1971
- Galerie La Pégère, Seillans

1972
- Maison de la culture, Sceaux
- Galerie Remarque (Hélène Bondil), Trans-en-Provence, Lavis, Dessins, Peintures
- Galerie de la Halle au Blé, Alençon, Aspect de l’Art Actuel
- Cafétéria de l’institut d’anglais Charles V, Paris, Travels in Dritting Down de Kenneth White, dessins de Michel Couchat.

1973
- CREP (centre régional d’éducation populaire), Paris.
- Maison de la culture, Blanc-Mesnil,  Symphonie pour Bidonvilles et Boîtes de Conserves
- Maison de la culture, Sceaux,  8 Peintres Exposent, invités par Jean-Jacques Lévêque : Benauteur, Chantarel, Couchat, Iscan, Ivakovic, Pelissier, Sato, Yeru.

1974
- Galerie 89, Avallon, Dessins
- Aspects de l’Art Actuel, Paris

1975
- Galerie La Bouquinerie, Avallon, Dessins-Peintures
- Galerie Verrière, Lyon,  30  Créateurs d’Aujourd’hui, Alechinsky, Soulages, Lindstrôm, Agam…, invités par A. Parinaud.
- Galerie Jacques Davidson, Tours, Jacques Bollo, Griton.

1976
- Galerie Remarque (Hélène Bondil), Trans-en-Provence,  Encres de Chine
- Galerie Charley Chevalier, Paris,  Autoportraits

1977
- Maison de la culture des hauts de Belleville, Paris, Dessins, Jacques Bollo, Breschand, Boucraut, Couchat.
- Musée de l'Avallonnais, Bourgogne, Dessins, Jacques Bollo, Breschand, Boucraut, Couchat.
- Galerie 89 (Alain Shrotter), Avallon,  Dessin, Jacques Bollo, Couchat, Dewez, Diaz, Schrotter, Wiegant.

1979
- Galerie Bellint, Paris,  Les  Travestis du Réel

1980
- Galerie Remarque (Hélène Bondil),  Trans-en-Provence

1983
- Liège, Belgique.
- Maison de la culture des hauts de Belleville, Figurations , organisé par Gérard Xuriguera.

1984
- Centre culture, Pantin,  Retrouvailles
- Association Cimaise, Paris,  Peinture, Sculpture, invité par Jacqueline Bonnefous.

1985
- Galerie Diane Manière, Paris, Couchat, Wolf, Brisbois.
- Maison de la musique, Fayence, texte inédit de Pierre Vidal-Naquet.
- Caveau La Rôele, Villers-Les-Nancy.
- Centre culture, Pantin,  L’appel des Cent , Les artistes pour la paix
- Centre culturel Scandicci, Italie,  Ensemble à Scandicci
- Maison de la culture les hauts de Belleville, Paris,  Confrontations
- Galerie Diane Manière, Paris,  Dessin , Couchat, Wolff, Brisbois.
- Palais de la croisette, Cannes, 3e Rencontre des Artistes Contemporains , Association Défense des Arts Plastiques, organisé par Michel Vojic.

1986
- Galerie Diane Manière, Paris, Les Années 60
- Maison de la culture du 14e, Paris, Association Cimaise,  Peinture, Sculpture
- Maison de la culture, Paris.

1987
- Galerie Diane Manière, Paris.
- Exposition privée organisée par Bernadette Lafont, Paris.
- Fondation Sicard Iperti, Vallauris
- Art collection, Honfleur, Pontaven, CarnacVille,  Les Grands Peintres Modernes
- Espace Art Tension, Paris.

1988
- Galerie L’œil de Sévigné, Jean Peyrole, Paris.
- Art collection, Honfleur,  Les Grands Peintres Modernes
- Château Plaisir,  Peinture Abstraite et Peinture Figurative Contemporaines
- 18e Salon d’Arts Plastiques, VilleDugny, Forme et Lumière , invité d’honneur.

1989
- Cambridge Festival, célébration du centenaire de la Révolution 1989, invité d’honneur.
- Maison de la musique, Fayence.
- Aart galerie (Claude Lalandre), Paris, préface de Paul Lengrand.
- Art collection, Courchevel,  Les Maîtres Contemporains
- 2e Biennale, Courbevoie.
- Leinster Fine Arts, Londres, Angleterre.
- Galerie L’œil de Sévigné (Jean Peyrole), Paris, Voir et Revoir les Peintres de la Galerie

1990
- Galerie L’œil de Sévigné (Jean Peyrole), Paris.
- Maison de la musique, Fayence, texte de Paul Lengrand.
- Galerie Remarque, 15e anniversaire de la galerie.
- Espace Lucernaire, Paris, Hommage à Kateb Yacine

1991
- Galerie « L’œil de Sévigné », Paris, Voir et Revoir les Peintres de la Galerie.

1992
- Galerie Remarque, Trans-en-Provence
- Galerie L’œil de Sévigné (Jean Peyrole), Paris, Bollo, Couchat
- Musée Carnavalet, Paris, La Rue de Bourgogne présente  Dix Peintres et un Sculpteur.
- Galerie Trace, Claude Lalandre, Paris.
- Musée Carnavalet

1993
- Galerie Diane Manière, Paris,  Livres et Papiers d’Artistes
- Galerie Xavier Delannoy, La Garde Frenet, La forêt et son environnement

1994
- Galerie am Domhof, Zwichau, Allemagne,  Les amis peintres et sculpteurs de la Rue de Bourgogne, Hélion, Roux, Marks, Rhul, Robin, Couchat, Castier, Remzi, Chattaway.
- Club de la Presse, Nancy

1995
- Galerie L’œil de Sévigné (Jean Peyrole), Paris.
- Salle des expositions, Pantin.
- Galerie Diane Manière, Paris, peintres de la galerie Portraits, Autoportraits
- Galerie des Artistes, Montparnasse, Paris.
- Musée d’Art Moderne, Paris, Passions privées

1996
- Exposition privée, Atelier de Pantin, Les Amis de la Rue de Bourgogne
- La Capitale Galerie. F.Bazencir, Paris

1997
- Espace d’art contemporain du château de La Ballue, Marie-France Barrère et Alain Schrotter, Bazouges-la-Pérouse.
- Exposition privée, Atelier de Pantin,  Les Amis de la Rue de Bourgogne
- Exposition privée, Suresnes,  Les Amis de la Rue de Bourgogne.

1998
- Exposition privée, Atelier de Pantin, Hommage à Michel Couchat.

1999
- Espace Lhomond, Paris, Les peintres de La Rue de Bourgogne
- Musée d’Art et d’Histoire, Saint-Denis, Les cheminées dans la plaine, 100 ans d’industrie à Saint Denis, œuvre exposée Fabrique à Saint Denis.

2002
- Wimpole Hall, Cambridge, Old Laundry Gallery. Rétrospective présentée par Yurick et Helaine Blumenfeld.

2003
- Galerie du Griffon, Paris, Peintures présentes. Castier, Chattaway, Couchat, Hélion, Mark, Robin, Gaston Louis Roux, Ruhl, Schauer.

2006
- Galerie du Griffon, Paris, 50 ans de dessins. Hélion, H. Arp, Bonnard, M.H. Castier, Chattaway, Doma, Mason …

2015
- Avallon, Rétrospective

## Écrits sur Michel Couchat
- Henri Adam : « Peinture fraîche », Les Lettres Françaises, 3 décembre 1969
- Frédéric Altman
  - « Michel Couchat, le solitaire », Nice Matin, 1992
  - « Hommage à Michel Couchat », Nice Matin, 1999
- Amen : « Michel Couchat, des paysages de Provence », Var Matin, 1967
- John Ashbery : « Paris Art Note Book », New York Herald Tribune, 29 mai 1963
- Jacques Baron
  - Catalogue de l’exposition à la Maison des jeunes et de la culture de Sceaux, 1972
  - Catalogue de l’exposition à la galerie Charley Chevallier, Paris, 1976
- René Barotte : Journal des Arts, Paris Presse l’Intransigeant, 9 avril 1956
- Beauclair : « Peintres régionaux à Poissy », Courrier Républicain, octobre 1960
- Mondher Ben Milad
  - Combat, 1969
  - « A travers les galeries », Combat, 25 mai 1970
  - Combat, 1973
  - « Les peintres parlent », Les Cahiers de la Peinture, 1er mai 1976
- André Berne-Joffroy
  - Catalogue de l’exposition à la galerie Charley Chevalier, Paris, 1976
  - Citation dans l'article « Henri Cartier Bresson, photographe et dessinateur », Gazette des Beaux-Arts, 1981
- Evelyne Bosc : Texte inédit cité par Amen, Var Matin, 1967
- Jean Bouret : « Le deuxième souffle du dessin », Les Papiers du Barbabooth’s Club, 9 janvier 1977
- François Breley : « À la maison de la Musique, un grand peintre : Michel Couchat », Fayence, Var Matin, avril 1985
- Pierre Brisset
  - Exposition à La Bouquinerie, Avallon, 1975
  - Exposition à la galerie L’œil de Sévigné, L’œil, Paris, 1987
- Pierre-Georges Bruguière
  - Exposition à La Bouquinerie, Avallon, 1975
  - Catalogue de l’exposition à la galerie Charley Chevallier, Paris, 1976
  - Catalogue de l’exposition du musée Carnavalet, Dix peintres, un sculpteur, Paris Musée, 1991
  - Catalogue de l’exposition à l’Espace Lhomond, Paris, 1999
- Raymond Charmet : Le Nouvel Observateur, décembre 1969
- Dominique Chemin : « Michel Couchat », L’Éducation, 8 juin 1972
- François Cheron : Exposition à la galerie Cusin, Mougins, 1960
- Jean Clair : Catalogue de l’exposition à la Fondation Iperti, Vallauris, 1987
- E.R Collot
  - « Un jeune artiste de classe : Michel Couchat », Le Figaro Ile-de-France, 5 octobre 1954.
  - Le Figaro Ile-de-France, 5 novembre 1954
- Jean-Jacques Condom : Catalogue de l’exposition à la galerie Cusin, Mougins, 1960
- B. Conem : L’Amateur d’Art, 1969
- C.G. : Yonne Républicaine, 22 décembre 1976
- Pierre Descargues : Les Lettres Françaises, 1954
- Albert Diatto : Catalogue de l’exposition à la galerie Cusin, Mougins, 1960.
- René Domergue
  - « Au long des cimaises », L’Information (?), 1954
  - L’Information (?), 6 avril 1956
- Jean-Marie Dunoyer : « Pour un Art Intemporel », Le Monde 17 juillet 1976
- Marcel Espiau : Nouveaux Jours de Paris, 1969
- Jean-Louis Ferrier : Exposition à la galerie Denise Riquelme, Paris, 1963
- Maximilien Gauthier : « Le Flâneur des deux rives », Les Nouvelles Littéraires, 1954
- MichaëlGibson : Herald Tribune, juillet 1976
- Michel Gresset : Texte inédit, 1960
- G.J. Gros
  - Carrefour, 1954
  - La Parisienne, 1954
- Fabrice Hélion : Exposition au G.R.E.P. de Paris, 1973
- Henri Héraut : L’Amateur d’Art, 10 novembre 1955
- Claude Imbert : Journal de Biarritz, 1961
- Robert Lapoujade : Exposition à la galerie Denise Riquelme, Paris, 1963
- Sylvain Lecombre : Info arTitude, juillet 1976
- Paul Lengrand
  - Exposition The Cambridge Festival, 1989
  - Exposition à la Maison de la Musique, Fayence 1990
- Jean-Jacques Levêque
  - Les nouvelles Littéraires, 1969
  - Nouveau Journal, 1969
  - Quotidien du Médecin, 1975
  - Les nouvelles Littéraires, 1976
  - Nouveau Journal, 1977
  - Galerie Jardin des Arts, 1977
  - Quotidien de Paris, 6 mai 1985
  - Quotidien de Paris, 13 février 1986
  - Exposition de la galerie Jean Peyrolle, Quotidien de Paris, 1988
- Georges Libaut : Courrier Républicain, 3 novembre 1955
- De Montgolfier : Catalogue de l’exposition La rue de Bourgogne, Dix peintres, un sculpteur, Musée Carnavalet, Paris, 1992
- Jean Marcenac
  - Catalogue de l’exposition à la galerie Charley, Chevallier, Paris, 1976.
  - « Demain », L’Humanité, 10 juin 1976
- André Parinaud : « 30 créateurs d’aujourd’hui », galerie Jardin des Arts, Paris, 1975
- Pierre Pic : Les Échos de Seine et Oise, 1954
- Louis F. Peters : Kunst und Revolte, Dumont Aktuell, 1968
- Michel Ragon
  - « Peintre de matière et d’instinct », Art, 1963
  - Cimaise, 1961
  - Cimaise, 1963
- Jean Rollin
  - « Michel Couchat, Natures mortes et compositions », L’Humanité,1993
  - « Michel Couchat, De l'éclat de la Provence aux horreurs de la guerre », L’Humanité,1995
  - « Hommage, Pensée à Michel Couchat », L’Humanité, 27 août 1998
- Emmanuel Saulnier : Catalogue de l’exposition à la galerie Charley Chevalier, Paris, 1976
- César Silvagni
  - Exposition à la galerie de l’Odéon, 1954
  - Exposition à la galerie de l’Odéon, 1955
  - « Le groupe de Fayence, Poteries », Gazette de Lauzanne, 1958
- Bertrand Tillier : Catalogue de l’exposition Les cheminées dans la plaine Saint-Denis, 1998
- Guy Trastour : Exposition à la galerie Cusin, Mougins, 1960
- Germain Viatte : Catalogue de l’exposition Dix peintres, un sculpteur, présentée par le collectif Autour de La rue de Bourgogne, Musée Carnavalet, Paris, 1992
- Pierre Vidal-Naquet : Exposition à Fayence, été 1985
- Robert Vrinat 
  - Le Figaro, mai 1955
  - Le Figaro, 20 juin 1957
  - Le Figaro, 31 mai 1958
- Patrick Walberg : Catalogue de l’exposition à la galerie Échelle 30, Paris, 1969.
- Marie-Claude Wölfin : Les Nouvelles Littéraires, juin 1976
- Kenneth White : « Retrouvailles », présentation de l’exposition à Pantin, 1983.
- Gérard Xuriguerra
  - Regard sur la peinture Contemporaine de 45 à 83, Arted, 1983.
  - Les Figurations, 1960-1985, Mayer, 1985
  - Des cheminées dans la plaine, cent ans d’industrie à Saint-Denis, Saint-Denis, musée d’Art et d’Histoire, 1998
  - La rue de Bourgogne, Dix peintres, un sculpteur, Paris Musée, 1992